# Ugep
Ugep (auch: Umor) ist eine Stadt in Nigeria im Bundesstaat Cross River. Die Einwohnerzahl lag 2002 bei etwa 187.000.

## Geografie
Die Stadt befindet sich im Süden Nigerias, am Rande des Cross-River-Nationalparks.

## Verkehr
Ugep liegt an der Nationalstraße A4. Nordwestlich der Stadt führt eine Brücke über den Cross River.